# KW الرامي
 الرامي كي دبليو (بالإنجليزية: KW Sagittarii) هو نجم عملاق أحمر عظيم يبعد عن الشمس 10.000 سنة ضوئية باتجاه كوكبة القوس .

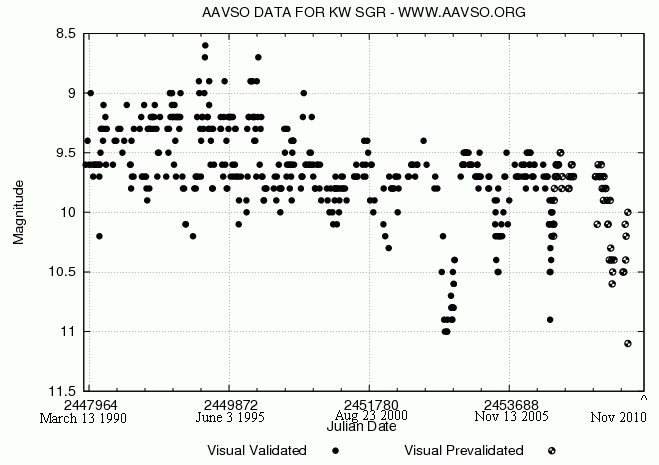
تغييرات الطيف لهذا النجم من 1 يناير 1990 إلى 24 نوفمبر 2010

## انظرأيضا
- عملاق عظيم
- عملاق أزرق
- آر دبليو الملتهب
- قائمة أكبر النجوم